# Imala (Sinaloa)
Imala es una comunidad rural dentro de la sindicatura homónima, la cual pertenece al municipio de Culiacán, se encuentra al noreste de la ciudad de Culiacán Rosales, en el estado de Sinaloa, la cual es famosa por sus aguas termales sulfurosas. El origen de su nombre proviene de la palabra azteca Imalacatlán, compuesta de la partícula ornativa in, malacatl, rueda, y atlán, con significado "agua que hace rueda".

## Historia
Su historia se remonta al año de 1531, cuando el conquistador español Nuño Beltrán de Guzmán envió a varios de sus capitanes a explorar los ríos sinaloenses, estos fueron dispersos en brigadas de reconocimiento y en su búsqueda por encontrar una ruta que comunicara con el puerto de Veracruz desde la Sierra Madre Occidental por las costas sinaloenses, se encontraron con Imala, pueblo que sirvió para concentrar grandes cantidades de mineral producidos en las minas de los poblados de Topia y Canelas, Durango, que bajaban desde las montañas al lomo de bestias para después cargarlo en carretas para luego ser enviados a la capital de la Nueva España. Gracias a esta actividad, se generó paralelamente una actividad de comercio con el pueblo de Tamazula y fungió como puerta de entrada a diferentes rincones de la sierra.
Cobró gran relavancia política cuando prohijó el alzamiento del General Francisco Cañedo el 3 de septiembre de 1871 a favor del General Porfirio Díaz contra la reelección de Benito Juárez y la elección de Eustaquio Buelna como gobernador de Sinaloa.
Continúo con su proceso de crecimiento, el cual se vio detenido debido a la construcción de la presa Sanalona, sobre el río Tamazula, que sepultó en el agua todo los caminos hacia la sierra duranguense, provocando una decadencia económica en los años venideros consiguiendo solamente una precaria agricultura y una ganadería de muy baja productividad.
En la década de 1990 en adelante, se le empieza a dar una importancia a las regiones naturales del municipio, con especial énfasis a Imala, logrando una inversión (principalmente municipal) para el levantamiento de la comunidad. Cuenta con una población de 4316 personas que se distribuyen entre diversas comisarías y rancherías; por su parte la cabecera homónima alberga a 259 habitantes, la mayor de la sindicatura.

## Turismo
El atractivo principal de esta localidad son sus manantiales de aguas termales naturales que se componen de varias albercas con diferente intensidad de calor. La primera que recibe agua de los manantiales cuenta con una temperatura de 50 °C. Estas aguas se encuentran dentro de una zona de esparcimiento familiar, donde se puede encontrar frondosas áreas verdes, palapas, restaurante, puestos de alimentos, sanitarios, asientos y mesas de cemento, renta de cabañas para una estancia mayor, regaderas, entre otros.
El segundo atractivo, el cual se visualiza a unos cuantos kilómetros antes de llegar a Imala es su iglesia, construida a base de ladrillos rojizos y ocres, con sus torres que presentan en lo más alto, cúpulas rojas; junto a esta construcción encontramos una plazuela, que cuenta con diversa vegetación y banquetas adoquinadas. Alrededor de la iglesia de Imala, también hay diversas construcciones antiguas, herencia de la presencia española en su recorrido por estas tierras serranas.
En el pueblo pueden encontrarse diversos productos elaborados por los nativos como chorizo, pan, panela, quesos y alfarería.